# Miguel Ángel Jiménez (acteur)
Pour les articles homonymes, voir Jiménez.
Miguel Ángel Jiménez Rodríguez, né le 6 août 1981 à Palma de Majorque (Espagne), est un acteur espagnol
. 

## Biographie
Miguel Ángel Jiménez interprète l'agent Bermejo dans la deuxième saison de Señoras del (h)AMPA (es) (2019-2021), aux côtés de Malena Alterio et Toni Acosta.
Il fait partie de la distribution de la série de télévision Cuéntame cómo pasó, où il interprète Gonzalo, employé du département de Relations Informatives au Moncloa pendant les saisons 21 et 22.
En 2021, il incorpore le tournage de la série de télévision Entrevías, aux coté de José Coronado, Luis Zahera et María Molins. Il tient le rôle de Santi Abantos dans les quatre saisons de la série.

## Filmographie partielle

### À la télévision
| Année       | Titre                                    | Rôle            | Chaîne    | Notes                          |
| ----------- | ---------------------------------------- | --------------- | --------- | ------------------------------ |
| 2022 - 2024 | Entrevías                                | Santi Abantos   | Telecinco | Acteur principal, 23 épisodes  |
| 2020 - 2022 | Cuéntame cómo pasó                       | Gonzalo         | La 1      | Acteur secondaire, 19 épisodes |
| 2019 - 2021 | Señoras del (h)AMPA (es)                 | Agent Bermejo   | Telecinco | Acteur de soutien, 6 épisodes  |
| 2019        | La que se avecina                        | Kike            | Telecinco | Épisodique                     |
| 2018        | Brigada Costa del Sol (es)               |                 | Telecinco | Épisodique                     |
| 2018        | Amar es para siempre                     | Héctor Quijarro | Antena 3  | Acteur de soutien, 10 épisodes |
| 2015 - 2018 | Centro médico (es)                       | Álvaro Martínez | La 1      | 6 épisodes                     |
| 2005        | El auténtico Rodrigo Leal (es)           | Felipe          | Antena 3  | Acteur principal, 87 épisodes  |
| 2003        | Hospital Central                         | Samuel          | Telecinco | Épisodique                     |
| 2002        | Compañeros (es)                          | Alumno          | Antena 3  | Épisodique                     |
| 2001        | Policías, en el corazón de la calle (es) | Borja           | Antena 3  | Épisodique, 3 chapitres        |

### Au cinéma
| Année | Titre    | Personnage | Réalisateur       |
| ----- | -------- | ---------- | ----------------- |
| 2000  | El mar   | Toni Seguí | Agustí Villaronga |
| 2002  | Blocao   | Catino     | Pere March        |
| 2018  | La jaula | Nacho      | Marcos Cabotá     |

## Récompenses et distinctions
- Miguel Ángel Jiménez : Récompenses, sur l'Internet Movie Database (IMDb)